# Floßgraben (Havel)
Der Floßgraben ist ein 22 km langer Zufluss der oberen Havel, in die er im Woblitzsee mündet.

## Verlauf
Der Wasserlauf des Floßgrabens beginnt an einem kleinen Soll, auf 87,5 m ü. NHN gelegen zwischen dem Carpiner See im Einzugsgebiet des Nonnenbachs zur Tollense und dem Grünower See im Verlauf des Havelzuflusses Godendorfer Mühlenbach-Hegensteinfließ. Ergänzt durch Zuflüsse aus weiteren Söllen  erreicht er nach 3,3 km einen schmalen aber 800 m langen namenlosen See und nach weiteren 0,6 km den Schweingartensee. Den verlässt er am Südende und erreicht durch ein zwei Kilometer langes Tal mit mehreren kleinen Teichen, den Pöhlen, den Lutowsee, wo Mündung wie Ausfluss am Nordende bei Herzwolde liegen. Auf den folgenden 1,7 Wasserlaufkilometern zum Großen Fürstenseer See durchströmt er noch den Kleinen und den Großen Schmarssee.
Zwischen dem Großen Fürstenseer See und dem Tiefen Trebbower See ist das Gewässer als Kanal ausgebaut. Von dort bis zum Woblitzsee ist es ein Fluss, der den weitgehend verlandeten Flachen Trebbower See durchquert.

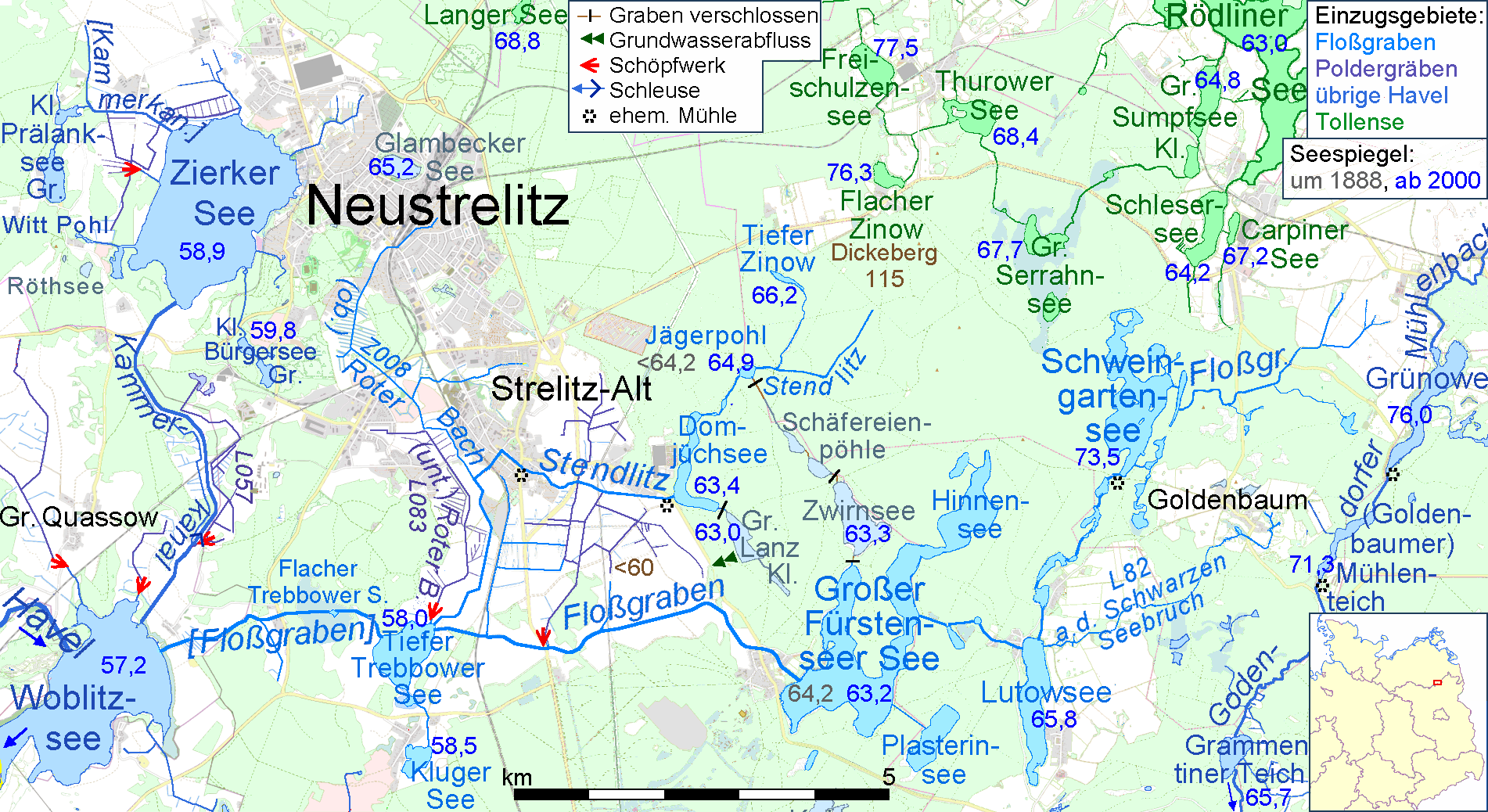
Der Floßgraben und seine Zuflüsse östlich und südlich von Neustrelitz

## Geschichte
Der namengebende Mittellauf des Floßgrabens vom Großen Fürstenseer See zum Tiefen Trebbower See wurde erst um 1930 angelegt und 1932 in Betrieb genommen. Der Unterlauf des Floßgrabens war vorher der Unterlauf der Stendlitz. Der Oberlauf besteht wenigstens teilweise aus künstlichen Grabenverbindungen zwischen vorher nur durch das Grundwasser verbundenen Seen, die vom Mittelalter bis ins 19. Jahrhundert angelegt wurden, um Wassermühlen mit dem nötigen Zu- und Abfluss zu versehen. Die älteste der Wassermühlen war die Domjüchmühle am Domjüchsee. Um deren Wasserzufuhr zu verbessern wurde Wasser aus dem Großen Fürstenseer See durch den Zwirnsee und die beiden Schäfereienpöhle dem Jägerpohl der Stendlitz zugeleitet. Da diese von der Domjüchmühle nach (Alt-)Strelitz floss (eigentlich immer noch fließt, nur die Mühlen gibt es nicht mehr), kam das Wasser auch der dortigen Stadtmühle zugute.
Ein Teil des Wassers des Großen Fürstenseer Sees kam aus dem Lutowsee. Die jüngste und oberste Mühle lag am Ausfluss des Schweingartensees, dessen Wasserversorgung ebenfalls durch künstliche Gräben verbessert wurde. Sie ist erstmals 1780 verzeichnet. Da ihr erster Betreiber ein Schutzjude war, wurde sie auch „Judenmühle“ genannt. Nach dieser Mühle wurde das Wasser zum Lutowsee geleitet.
Um 1930 waren die an den gefällearmen Gewässern nur begrenzt leistungsfähigen Wassermühlen von maschinengetriebenen Mühlen abgelöst worden, aber die Holzflößerei war gerade noch von Bedeutung. In dieser Situation wurden sechzig Jahre alte Pläne wieder aufgegriffen und der Große Fürstenseer See mit dem Tiefen Trebbower See durch einen für die Holztrift geeigneten Kanal verbunden.
Die Strömung zwischen Großem Fürstenseer See und Jägerpohl drehte sich dadurch mit der Zeit um. Noch zu DDR-Zeiten wurde diese Verbindung ganz unterbrochen.

## Informationsquellen
- Knut Kaiser, Janek Dreibrodt, Mathias Küster & Peter Stüve: Die hydrologische Entwicklung des Großen Fürstenseer Sees (Müritz-Nationalpark) – Ein Überblick in Neue Beiträge zum Naturraum und zur Landschaftsgeschichte im Teilgebiet Serrahn des Müritz-Nationalparks (PDF), S. 61 ff.
- Auskünfte der Hydrologen
  - des StALU Mecklenburgische Seenplatte in Neubrandenburg
  - des Müritz-Nationalparks